# 旧馬山駅
旧馬山駅 （クマサンえき）は、大韓民国慶尚南道昌原市馬山合浦区にかつて存在した慶全線の駅である。

## 歴史
- 1910年7月1日：開業[1]。
- 1977年12月16日：廃止[2]。

## 隣の駅
慶全線
昌原駅 - 旧馬山駅 - 馬山駅